# 1254 w literaturze
Wydarzenia literackie w 1254 roku.

## Urodzili się
- Marco Polo, włoski podróżnik i pisarz